# 西条町福本
西条町福本（さいじょうちょうふくもと）とは、広島県東広島市の大字。全域で住居表示未実施である。

## 概要
西条地区南東部に位置しており、西に西条町森近、東に西条町下三永、南は蚊無峠を挟んで安芸津町三津に面する。東広島呉自動車道以北に集落が広がっており、同道以南の大部分は山地となっている。そのため、西条地区屈指の人口密度の低い大字となっている。
旧板城村の一部に相当する。

## 沿革
- 1889年（明治22年）4月1日 - 町村制施行。賀茂郡福本村他4村が合併し、賀茂郡板城村が発足する。福本村は「福本」として板城村の大字となる[2][3]。
- 1955年（昭和30年）3月31日 - 板城村が分割され、隣接する西条町、黒瀬町に編入されて消滅する。福本は西条町に編入され、西条町の大字となる[2][3]。
- 1974年（昭和49年）4月20日 - 西条町が周辺3町と合併し、東広島市が発足。福本は「西条町福本」として東広島市の大字となる[2][4]。
- 2007年（平成19年）11月3日：東広島呉自動車道の上三永IC - 馬木IC間が開通。町内に下三永福本ICが開業する[5]。

## 交通

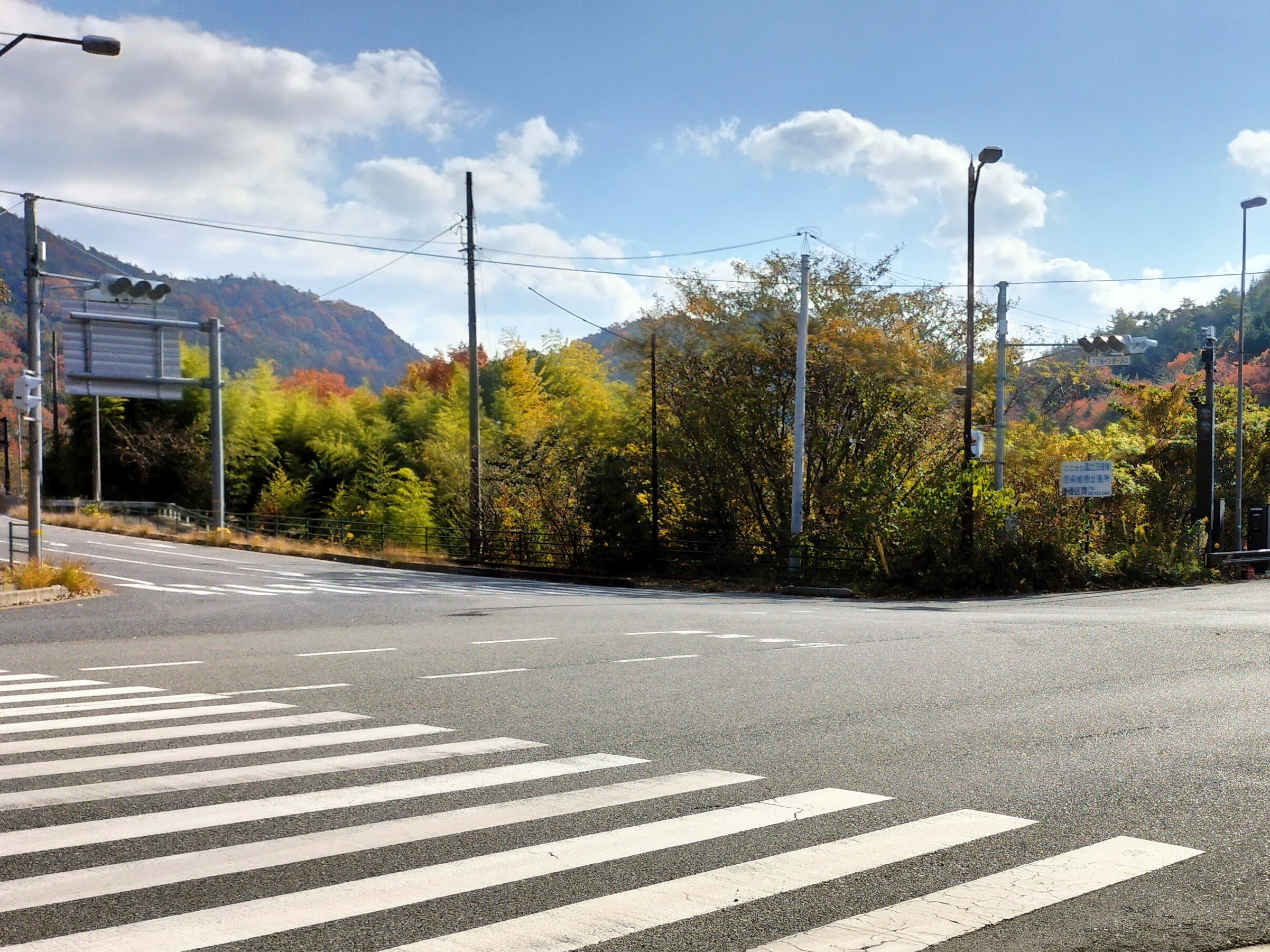
下三永福本IC

### 鉄道
町内を山陽新幹線が通るが、駅はない。最寄り駅は東広島駅。

### バス
JRバス中国および芸陽バスの路線バスが利用可能である。

#### JRバス中国及び芸陽バスの共同運行
- 東広島駅 - 広島大学[注釈 1]

#### JRバス中国
- 西条駅 - 東広島駅 - 広島国際大学

### 道路

#### 高速道路
- 東広島呉自動車道 - 下三永福本IC[注釈 2]

#### 主要地方道
- 広島県道32号安芸津下三永線

## 施設・名所など
- 若八幡神社
- 正福寺
- 千足池

## 学区
公立小・中学校に通学する場合、板城小学校ならびに向陽中学校に通学することになる。

## 面積
2020年時点での面積は2.933538402km2である。

## 世帯数・人口
2024年11月末での世帯数は557世帯、人口は1184人である。

## 関連する人物
- 山道襄一 - 板城村福本出身の衆議院議員。立憲民政党幹事長などを歴任した[11]。